# Полющенков, Григорий Григорьевич
Григорий Григорьевич Полющенков (1912—1996) — советский партийный деятель, первый секретарь Чистопольского горкома КПСС, Герой Социалистического Труда.

## Биография
Родился 3 октября 1912 года в деревне Дрогинино (ныне Ельнинского района Смоленской области) в семье крестьянина.
В 1930 году уехал в Москву, где работал на шлакоселикатном заводе. В 1932—1936 годах был студентом политехнического техникума, по окончании которого был направлен в Татарскую АССР.
В 1936—1937 годах Григорий Григорьевич был техническим руководителем кирпичного завода «Заря Востока» Набережно-Челнинского района. В 1937—1939 годах — секретарь Тенковского райкома ВЛКСМ. В 1939 году вступил в ВКП(б)/КПСС и в 1939—1940 годах был заведующий военно-физкультурным отделом Татарского обкома ВЛКСМ. С августа 1940 по декабрь 1941 года учился в Высшей партийной школе при ЦК ВКП(б). В январе 1942 — июне 1943 годов был начальником политотдела Свияжской машинно-тракторной станции Верхне-Услонского района Татарской АССР.
С июня 1943 по январь 1946 года служил в Красной армии, был участником Великой Отечественной войны. Участвовал в боях с немецко-фашистскими захватчиками на Западном, 1-м Белорусском фронтах. Командовал взводом и батареей зенитно-артиллерийского полка. После демобилизации из армии возвратился в Татарскую АССР и в 1946—1952 годах был первым секретарем Лаишского райкома ВКП(б). В 1952—1956 годах — первый секретарь Чистопольского райкома КПСС. В 1956—1962 и с 1965 по февраль 1983 года — первый секретарь Чистопольского горкома КПСС. В 1962–1965 годах — секретарь парткома Чистопольского производственного колхозно-совхозного управления ТАССР.
Был депутатом Верховного Совета РСФСР 6-го созыва (1963—1967 годы) и депутатом Верховного Совета Татарской АССР (1950—1983 годы). Участник XX и XXII съездов КПСС (1956, 1961), неоднократно избирался членом Татарского обкома КПСС.
С 1983 года находился на пенсии, был персональным пенсионером союзного значения. Жил в городе Чистополь (ныне Республика Татарстан). Умер 9 ноября 1996 года.
В его честь названа одна из улиц Чистополя.

## Награды
- Указом Президиума Верховного Совета СССР от 23 июня 1966 года за успехи, достигнутые в увеличении производства и заготовок пшеницы, ржи, гречихи, других зерновых и кормовых культур и высокопроизводительном использовании техники, Полющенкову Григорию Григорьевичу присвоено звание Героя Социалистического Труда с вручением ордена Ленина и золотой медали «Серп и Молот».
- Также награждён орденом Октябрьской Революции, орденом Отечественной войны 2-й степени, орденом Трудового Красного Знамени, орденом «Знак Почета» и медалями, в числе которых четыре медали ВДНХ СССР.
- Почётный гражданин города Чистополь[5].